# Весняні надії
«Весняні надії» (англ. Hope Springs) — американський художній фільм, трагікомедія режисера Девіда Френкеля. Прем'єра фільму відбулася 8 серпня 2012 року. У головних ролях задіяні Меріл Стріп і Томмі Лі Джонс.

## Зміст
Головні герої фільму — подружня пара, яка перебуває у шлюбі більше 30 років і яка намагається за допомогою доктора Фелда, що займається проблемами сімейних союзів, розпалити згаслі стосункі.

## Ролі
| Актор          | Роль              |
| -------------- | ----------------- |
| Меріл Стріп    | Кей Соумс         |
| Томмі Лі Джонс | Арнольд Соумс     |
| Стів Керелл    | доктор Берні Фелд |
| Елізабет Шу    | Карен             |
| Джин Смарт     | Ейлін             |
| Мімі Роджерс   | Керол             |
| Бен Раппапорт  | Бред              |
| Мерін Айрленд  | Моллі             |
| Сьюзен Міснер  | Дана Фелд         |

## Створення
Розробка фільму була анонсована влітку 2010 року, на головні ролі тоді розглядалися Меріл Стріп і Джефф Бріджес. Крісло режисера повинен був зайняти Майк Ніколс. Бріджес незабаром покинув склад знімальної групи, а Джеймс Гандольфіні і Філіп Сеймур Гоффман вели переговори щодо участі у фільмі.
У лютому 2011 року Майка Ніколса замінив режисер Девід Френкель, який раніше працював зі Стріп у фільмі «Диявол носить Prada». У тому ж місяці комік Стів Керелл офіційно підтвердив участь у фільмі, а Томмі Лі Джонс зайняв місце Джеффа Бріджеса. Зйомки фільму зайняли один місяць (вересень 2011) і проходили в штаті Коннектикут: селищі Містик і містах Стонінгтон, Норуолк і Дарьен

## Знімальна група
- Режисер — Девід Френкель
- Сценарист — Ванесса Тейлор
- Продюсер — Тодд Блек, Гаймон Кеседі
- Композитор — Теодор Шапіро